# Jevgēņijs Kosmačovs
Jevgēņijs Kosmačovs (Tukums, 18 febbraio 1988) è un ex calciatore lettone, di ruolo centrocampista.

## Carriera

### Club
Ha cominciato nel 2005 la sua carriera con il Tukums 2000, formazione di 2. Līga. Passato nel 2006 al Ventspils nella massima serie lettone, vi rimane fino al marzo 2012, vincendo quattro campionati, due Coppe di Lettonia, una Coppa di Livonia e una Baltic League.
Nel 2012 si trasferisce in Ucraina, al Sevastopol', dove però colleziona appena dieci presenze in Perša Liha; a luglio dello stesso anno passa quindi in Bielorussia allo Šachcër Salihorsk, ma qui il suo minutaggio scende, tanto da avere all'attivo appena cinque gare di campionato (per lo più brevi spezzoni) e uno in Coppa.
Nel febbraio del 2013 torna quindi in patria, vestendo prima la maglia dello Spartaks Jūrmala, nuovamente in massima serie. A luglio dello stesso anno torna al suo club di origine, il Tukums 2000, nel frattempo salito in 1. Līga. Nel 2014 sale nuovamente in massima serie, stavolta col Daugava, con cui gioca anche due gare di qualificazione all'UEFA Europa League 2014-2015 contro il Víkingur. Successivamente torna per la terza volta in carriera al Tukums 2000, ma già a luglio 2016 tenta una nuova avventura all'estero, stavolta in Polonia all'Olimpia Kowary, formazione delle serie minori polacche, in cui para il connazionale Pāvels Doroševs.
Chiude il biennio 2018-2020 in Germania al Victoria Seelow, formazione delle serie inferiori tedesche dove ritrova lo stesso Doroševs.

### Nazionale
Ha totalizzato 11 incontro con l'Under-21, mettendo a segno 3 reti.
Ha esordito in nazionale l'7 febbraio 2007, contro la Bulgaria entrando all'87' al posto di Soloņicins. Il primo incontro da titolare è avvenuto il 2 gennaio 2010, nell'incontro contro la Corea del Sud, in cui fu sostituito nei venti minuti finali da Aleksandrs Fertovs. Fu quella l'ultima gara in nazionale per Kosmačovs.

## Statistiche

### Presenze e reti nei club
| Stagione         | Squadra           | Campionato       | Campionato | Campionato | Coppe nazionali | Coppe nazionali | Coppe nazionali | Coppe continentali | Coppe continentali | Coppe continentali | Totale | Totale |
| Stagione         | Squadra           | Comp             | Pres       | Reti       | Comp            | Pres            | Reti            | Comp               | Pres               | Reti               | Pres   | Reti   |
| ---------------- | ----------------- | ---------------- | ---------- | ---------- | --------------- | --------------- | --------------- | ------------------ | ------------------ | ------------------ | ------ | ------ |
| 2005             | Tukums 2000       | 1L               | -          | -          | -               | -               | -               |                    |                    |                    |        |        |
| 2006             | Ventspils         | VL               | 4          | 0          | -               | -               | -               | -                  | -                  | -                  | 4      | 0      |
| 2007             | Ventspils         | VL               | 14         | 1          |                 |                 | -               | CL                 | 2                  | 0                  | 14     | 1      |
| 2008             | Ventspils         | VL               | 15         | 1          |                 | -               | -               | CL                 | 4                  | 1                  | 19     | 2      |
| 2009             | Ventspils         | VL               | 24         | 1          |                 | -               | -               | CL+EL              | 5+6                | 0+0                | 35     | 1      |
| 2010             | Ventspils         | VL               | 18         | 1          | LK              | 1               | 0               | EL                 | 2                  | 0                  | 21     | 1      |
| 2011             | Ventspils         | VL               | 28         | 2          | LK              | 4               | 0               | EL                 | 4                  | 1                  | 36     | 3      |
| Totale Ventspils | Totale Ventspils  | Totale Ventspils | 104        | 6          |                 | 5               | 0               |                    | 23                 | 2                  | 132    | 8      |
| 2012             | Sevastopol'       | PL               | 10         | 1          |                 | -               | -               |                    |                    |                    | 10     | 1      |
| 2012             | Šachcër Salihorsk | VL               | 4          | 0          |                 | -               | -               |                    |                    |                    | 4      | 0      |
| feb.-lug.2013    | Spartaks Jūrmala  | VL               | 5          | 0          | LK              | 1               | 0               | -                  | -                  | -                  | 6      | 0      |
| lug.-nov. 2013   | Tukums 2000       | 1L               | 15         | 12         | LK              | 0               | 0               | -                  | -                  | -                  | 15     | 12     |
| 2014             | Daugava           | VL               | 31         | 12         | LK              | 2               | 0               | UEL                | 2                  | 0                  | 35     | 12     |
| Totale           | Totale            | Totale           | 179        | 32         |                 | 8               | 0               |                    | 25                 | 2                  | 212    | 34     |

### Cronologia presenze e reti in nazionale
| Cronologia completa delle presenze e delle reti in nazionale ― Lettonia | Cronologia completa delle presenze e delle reti in nazionale ― Lettonia | Cronologia completa delle presenze e delle reti in nazionale ― Lettonia | Cronologia completa delle presenze e delle reti in nazionale ― Lettonia | Cronologia completa delle presenze e delle reti in nazionale ― Lettonia | Cronologia completa delle presenze e delle reti in nazionale ― Lettonia | Cronologia completa delle presenze e delle reti in nazionale ― Lettonia | Cronologia completa delle presenze e delle reti in nazionale ― Lettonia |
| Data                                                                    | Città                                                                   | In casa                                                                 | Risultato                                                               | Ospiti                                                                  | Competizione                                                            | Reti                                                                    | Note                                                                    |
| ----------------------------------------------------------------------- | ----------------------------------------------------------------------- | ----------------------------------------------------------------------- | ----------------------------------------------------------------------- | ----------------------------------------------------------------------- | ----------------------------------------------------------------------- | ----------------------------------------------------------------------- | ----------------------------------------------------------------------- |
| 7-2-2007                                                                | Limisso                                                                 | Bulgaria                                                                | 2 – 0                                                                   | Lettonia                                                                | Amichevole                                                              | -                                                                       | 87’                                                                     |
| 8-2-2007                                                                | Limisso                                                                 | Ungheria                                                                | 2 – 0                                                                   | Lettonia                                                                | Amichevole                                                              | 1                                                                       | 51’                                                                     |
| 22-1-2010                                                               | Malaga                                                                  | Corea del Sud                                                           | 1 – 0                                                                   | Lettonia                                                                | Amichevole                                                              | -                                                                       | 70’                                                                     |
| Totale                                                                  |                                                                         | Presenze                                                                | 3                                                                       |                                                                         | Reti                                                                    | 0                                                                       |                                                                         |

## Palmarès

### Club

#### Competizioni nazionali
- Campionato lettone: 4

Ventspils: 2006, 2007, 2008, 2011
- Coppa di Lettonia: 2

Ventspils: 2007, 2010-2011

#### Competizioni regionali
- Coppa della Livonia: 1

Ventspils: 2008
- Baltic League: 1

Ventspils: 2009-2010